# Lijst van voetbalinterlands Australië - Brazilië
Deze lijst van voetbalinterlands is een overzicht van alle officiële voetbalwedstrijden tussen de nationale teams van Australië en Brazilië. De landen speelden tot op heden acht keer tegen elkaar. De eerste ontmoeting, een vriendschappelijke wedstrijd, werd gespeeld in Melbourne op 7 juli 1988. Het laatste duel, eveneens een vriendschappelijke wedstrijd, vond plaats op 13 juni 2017 in Melbourne.

## Wedstrijden
| № | Plaats    | Datum            | Competitie                   | Wedstrijd            | Uitslag |
| - | --------- | ---------------- | ---------------------------- | -------------------- | ------- |
| 1 | Melbourne | 7 juli 1988      | Vriendschappelijk            | Australië – Brazilië | 0 – 1   |
| 2 | Sydney    | 17 juli 1988     | Vriendschappelijk            | Australië – Brazilië | 0 – 2   |
| 3 | Riyad     | 14 december 1997 | FIFA Confederations Cup 1997 | Australië – Brazilië | 0 – 0   |
| 4 | Riyad     | 21 december 1997 | FIFA Confederations Cup 1997 | Brazilië – Australië | 6 – 0   |
| 5 | Ulsan     | 9 juni 2001      | FIFA Confederations Cup 2001 | Australië – Brazilië | 1 – 0   |
| 6 | München   | 18 juni 2006     | WK 2006                      | Brazilië – Australië | 2 – 0   |
| 7 | Brasilia  | 7 september 2013 | Vriendschappelijk            | Brazilië − Australië | 6 − 0   |
| 8 | Melbourne | 13 juni 2017     | Vriendschappelijk            | Australië − Brazilië | 0 − 4   |

## Samenvatting
| Competitie              | Totaal gespeeld | Winst Australië | Gelijk | Winst Brazilië | Doelsaldo Australië – Brazilië |
| ----------------------- | --------------- | --------------- | ------ | -------------- | ------------------------------ |
| WK-eindronde            | 1               | 0               | 0      | 1              | 0 − 2                          |
| FIFA Confederations Cup | 3               | 1               | 1      | 1              | 1 − 6                          |
| Vriendschappelijk       | 4               | 0               | 0      | 4              | 0 − 13                         |
| Totaal                  | 8               | 1               | 1      | 6              | 1 − 21                         |

Wedstrijden bepaald door strafschoppen worden, in lijn met de FIFA, als een gelijkspel gerekend.

## Details

### Zesde ontmoeting
| WK 2006 (München, Duitsland, 18 juni 2006):                                                        |                 | |
| Brazilië                                                                                           | 2 – 0           | Australië |
| Adriano 49' Fred 89'                                                                               | goals (assists) | |
| Carlos Alberto Parreira                                                                            | bondscoach      | Guus Hiddink |
| Dida Cafú Lúcio Juan Emerson 72' Roberto Carlos Adriano 88' Kaká Ronaldo 72' Ronaldinho Zé Roberto | opstellingen    | Mark Schwarzer Lucas Neill 69' Craig Moore 56' Tim Cahill Jason Čulina 41' Tony Popović Brett Emerton Mark Viduka Vince Grella Scott Chipperfield Mile Sterjovski |
| Robinho 72' Gilberto Silva 72' Fred 88'                                                            | wissels         | 41' Marco Bresciano 56' Harry Kewell 69' John Aloisi |
| | gele kaarten    | |

### Zevende ontmoeting
| Vriendschappelijk (Brasilia, Brazilië, 7 september 2013):                    |       |           |
| Brazilië                                                                     | 6 – 0 | Australië |
| Jô 8' Jô 34' Neymar 35' Ramires 58' Alexandre Pato 72' Luiz Gustavo Dias 83' | goals |           |